# Jocelin II van Edessa
Jocelin II, van Edessa (ca. 1113 - Citadel van Aleppo 1159) was graaf van Edessa van 1131 tot 1145. Hij was een zoon van Jocelin van Courtenay en Beatrix van Armenië. Jocelin II zelf trouwde met Beatrix van Saone, de weduwe van Willem van Saone.

## Levensloop

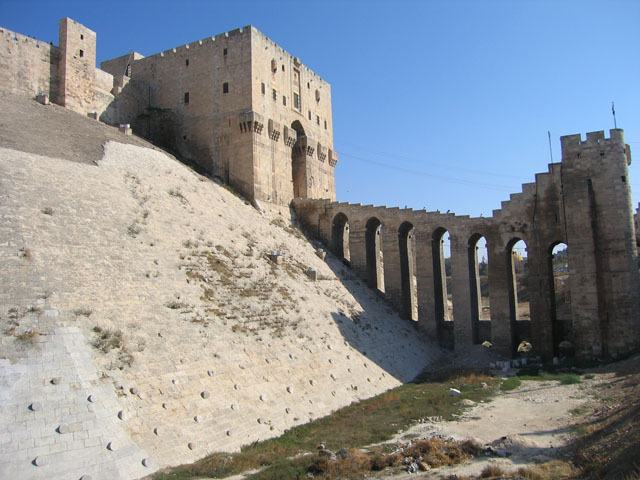
Gevangenis waar Jocelin II verbleef

Jocelin II nam deel aan de Slag van Azaz in 1125, werd daar gevangengenomen maar werd na korte tijd weer vrijgekocht. Jocelin was minder strijdvaardig dan zijn vader en nam vaak een nogal laconieke houding aan om zijn graafschap te beschermen tegen de Seltsjoeken. Kort voor zijn overlijden in 1131, geeft zijn vader hem nog de opdracht om een mogelijke aanval van Emir Ghazi II Danishmend af te slaan, maar Jocelin weigerde dit. Twaalf jaar na het overlijden van zijn vader, overleden Johannes II Komnenos en Fulco V, twee sterke bondgenoten. Hierdoor werd het moeilijk om zijn graafschap van Edessa te verdedigen tegen de Seltsjoeken. Rond 1145 was heel Edessa veroverd door de Seltsjoeken onder leiding van Zengi. Kort daarop werd de Tweede Kruistocht uitgeroepen. Jocelin II werd in 1150 opgepakt en gevangengezet in de citadel van Aleppo, waar hij in 1159 overleed.

## Huwelijk en kinderen
Jocelin huwde rond 1124 met Beatrix van Saone (zie ook Heren van Saone), met wie hij drie kinderen kreeg:
- Agnes van Courtenay, die door haar huwelijk met Amalrik I koningin van Jeruzalem werd.
- Jocelin III van Courtenay, opvolger van Jocelin II.
- Isabella van Courtenay, die met Thoros II van Armenië huwde.